# فرودگاه ماتیس
فرودگاه ماتیس (به انگلیسی: Mathis Airport) یک فرودگاه خصوصی است که یک باند فرود آسفالت دارد و طول باند آن ۵۴۸٫۶ متر است. این فرودگاه در کشور ایالات متحده آمریکا قرار دارد و در ارتفاع 357.0 (est) متری از سطح دریا واقع شده‌است.